# Cai thuyền
Cai thuyền (chữ Hán: 該船, tiếng Anh: Warrant Officer) là một chức võ quan thời chúa Nguyễn. Cai thuyền đứng đầu một thuyền.
Chức Cai thuyền là chức chỉ huy thấp nhất trong binh bị thời chúa Nguyễn, vì vậy chức Cai thuyền tương tự chức Chuẩn úy (tiếng Anh: Warrant Officer) tại Tây phương ngày nay.
Về cấp bậc, thời chúa Nguyễn, Cai thuyền là chức chỉ huy thấp nhất và trên Cai thuyền là Cai đội. Thời Nguyễn, chức Cai thuyền được bãi bỏ và thay thế bằng chức Suất thập.
Về số quân, thời chúa Nguyễn, Cai thuyền chỉ huy một hoặc nhiều thuyền. Số quân mỗi thuyền gồm 30 đến 50 hoặc hơn 100 lính